# Luiz Carlos Pereira Tourinho
Luiz Carlos Pereira Tourinho (Curitiba, 19 de dezembro de 1913 – Curitiba, 31 de maio de 1998) foi um engenheiro-militar e político brasileiro.

## Biografia
Oriundo de família com fortes tradições militares, Luiz Carlos Pereira Tourinho era Filho de Plínio Alves Monteiro Tourinho (engenheiro-militar) e de Esther Ferreira Pereira (professora normalista). Casou-se com Sylvia Borba Nascimento no dia 23 de janeiro de 1936 e tiveram 4 filhos: Luiz Fernando (coronel do exército), Luiz Carlos (engenheiro agrônomo), Plínio (engenheiro civil) e Lúcia Helena (bióloga).
Na infância, por causa de um erro na certidão de nascimento (revelando ter nascido um ano antes), Luiz Carlos conseguiu ingressar no curso primário do Grupo Escolar anexo à Escola Normal em Curitiba com apenas 10 anos. Concluiu o curso secundário no tradicional Ginásio Paranaense (antigo Lyceu de Curitiba) e, aos quinze anos, foi aprovado no exame de vestibular da Faculdade de Engenharia (fevereiro de 1929) adiantando, assim, um ano da vida acadêmica. Interrompeu os estudos na Escola de Engenharia, para seguir carreira militar no Rio de Janeiro. Em março de 1930, ao completar dezesseis anos, mudou-se para o Rio de Janeiro onde assentou praça na Escola Militar do Realengo (a Escola Militar do Realengo substitui a antiga Escola Militar da Praia Vermelha e equivale ao curso da Academia Militar das Agulhas Negras, AMAN). Concluiu o curso da Escola Militar e no dia 25 de janeiro de 1934 quando foi promovido ao posto de Aspirante. Luiz Carlos classificou-se em 11° lugar entre os dezenove aspirantes aprovados no exame de conclusão. Para quem desde os seis anos de idade frequentava o quartel do 5° Batalhão de Engenharia em Curitiba, tinha pai e avô engenheiros militares, a escolha da arma acabou sendo uma decisão fácil.
Concluído o curso Militar, Luiz voltou a visitar e negociar com a administração da Escola de Engenharia da Universidade do Paraná (1934) as condições do seu retorno para a conclusão do curso de bacharel em engenharia civil. A frequência às aulas permanecia facultativa. Foi aprovado seu pedido de retorno e acabou se rematriculando no curso de engenharia, cursando entre 1934 e 1938.  Neste período, ao fim de cada mês viajava à Curitiba para realizar as provas presenciais. Colou grau em 1938, recebendo o diploma com o título de bacharel em Engenharia Civil.

Apaixonado pelo pensamento científico e pela busca do amplo conhecimento, se declarava um livre pensador “Positivista”. Intelectual e profundo conhecedor do assunto foi um Paranista autêntico.

### Carreira Militar
O período de 1934 a 1950 contribuiu com o Exército brasileiro em várias frentes de trabalho. Participou de estudos, projetos e construção de estradas e quartéis (rodovia Curitiba-Capela da Ribeira em 1934; rodovia Curitiba-Joinville em 1935/1936; comandante da 1ª Companhia e chefe da 1ª Residência de Construção em Tapera, 1937/1939; Engenheiro Chefe das obras dos aquartelamentos do 13° R.I. e 15° R.C.D. em Ponta Grossa e Castro (1942); construção do quartel do 1° Batalhão de Fronteira localizado em Laranjeiras do Sul, em 1945; construção do quartel do 15º Regimento de Cavalaria Independente e da Vila Militar de Guarapuava entre 1943 e 1946. No ano de 1940, no posto de capitão, quando a 2ª Grande Guerra se tornou mundial, serviu no Ministério da Guerra (Rio de Janeiro), na Inspetoria de Engenharia, junto com o general Manoel Rabelo, ex-interventor de São Paulo. Entre 1942 e 1946, foi chefe do Escritório de Obras do Serviço Regional de Engenharia da 5ª Região Militar. Em 1946 chefiou o 5° Batalhão de Engenharia de Combate na cidade de Porto União. Atuou como instrutor da arma de Engenharia no CPOR em Curitiba (Centro de Preparação de Oficiais da Reserva), instituição que comandou interinamente (1947/1950). Em 1947, cursou a Escola de Aperfeiçoamento dos Oficias do Exército no Rio de Janeiro. Foi promovido ao posto de General de Brigada no dia 20 de maio de 1961 sendo, na sequência, transferido para a reserva de primeira classe, no mesmo ano, reformando-se na patente de general.

### Carreira Política
No âmbito político, Luiz Carlos Pereira Tourinho foi presidente do diretório regional do Partido Social Progressista (PSP). No pleito de outubro de 1950 elegeu-se terceiro suplente de deputado estadual no Paraná pelo PSP, não tendo exercido o mandato nessa legislatura. No pleito de outubro de 1954, no posto de tenente coronel, licenciou-se do Exército e elegeu-se deputado federal pelo Paraná, na legenda do mesmo partido, na legislatura de 1954 a 1959 . Na Câmara Federal, fez parte das comissões de Economia, Transportes, Segurança e Educação. Em outubro de 1955, candidatou-se ao governo do estado, pelo PSP, mas foi derrotado por Moisés Lupion, do Partido Social Democrático (PSD). Em 1958, foi candidato a prefeito da cidade de Curitiba (perdendo a eleição para seu cunhado, engenheiro Iberê de Mattos, candidato que contava com o apoio do futuro Vice-Presidente da República, João Goulart). Em outubro de 1962, tentou retornar a carreira política, disputando uma vaga na Assembléia Legislativa paranaense, na legenda do Partido Trabalhista Brasileiro (PTB), mas não logrou êxito. Foi filiado ao antigo partido ARENA do Paraná.

### Carreira Acadêmica
Em 1949 prestou concurso de títulos e provas para livre-docência na Faculdade de Engenharia da Universidade do Paraná (UFPR) onde permaneceu até os idos de 1988. Começou a lecionar com carga mínima de duas aulas semanais. Entre 1949 e 1988, com algumas interrupções, foi professor titular das disciplinas de Estatística Matemática Economia Política e Finanças (1949/1954 e 1967/1975), foi professor titular de Engenharia de Transportes e Economia de Engenharia (1973/1975) da Escola de Engenharia e seu Diretor (1971/1973). Foi membro da congregação (1949/1973), diretor e catedrático da Escola de Engenharia.  Participou, ativamente, da Comissão de Reforma e do Conselho Universitário da Universidade do Paraná (1971/1973). Foi professor de Estudo de Problemas Brasileiros da Escola de Engenharia do Paraná (1971).  Foi, também, professor de Estatística e Organização Industrial da Escola de Oficiais Especialistas e de Infantaria de Guarda da Base Aérea de Curitiba (1950). Entre 1961 e 1965 atuou como professor de Estatística e Organização do Instituto Politécnico Estadual.

### Carreira Literária
Foi autor de diversos trabalhos técnicos didáticos sobre transportes, economia, estatística, probabilidades, história e geografia. Foi colaborador assíduo da Revista Técnica do Instituto de Engenharia do Paraná, do Boletim do Instituto Histórico e Geográfico do Paraná (IHGPR) e da Imprensa Curitibana.  Foi autor de várias resenhas publicadas em periódicos consagrados no Paraná como a Gazeta do Povo e a Folha de Londrina. Com relação as obras literárias que publicou, Luiz Carlos não se considerava um historiador, e sim um aficionados da história científica. 

### Vida Pública
Foi Diretor do Departamento de Estradas de Rodagem do Paraná (DER-PR) entre 1951 e 1954 (elaborou o Plano Rodoviário do Paraná que recebeu menção honrosa do Conselho Nacional Rodoviário). Como diretor do DER, na administração do governador Bento Munhoz da Rocha, elaborou a Lei 1.052 que deu autonomia administrativa e financeira à Autarquia. Foi membro do Conselho Rodoviário e do Conselho de Trânsito do Paraná entre 1951 e 1954. Representou o Estado nas reuniões da Comissão da Bacia Paraná-Uruguai, de 1953 a 1954, e organizou a 5ª Reunião das Administrações Rodoviárias, realizada em Curitiba em 1953. Em 1960, assumiu a direção técnica da Companhia Paranaense de Eletricidade (COPEL).  Organizou, também, a 5ª Reunião de Consulta sobre Cartografia, realizada em Curitiba em 1960. Foi o representante da Associação Comercial do Paraná no Congresso Rodoviário comemorativo do IV Centenário de São Paulo. Participou, também, de diversos congressos de cartografia, geografia, história e engenharia.  Entre 1962 e 1967 foi assessor da Junta Administrativa do Café para obras de infraestrutura nos estados e municípios cafeeiros. Foi interventor Federal do Instituto Brasileiro de Reforma Agrária (IBRA) de julho de 1968 a janeiro de 1969. Foi nomeado engenheiro-chefe do escritório Consórcio Serete-Tecnosolo, em Curitiba, para o projeto de viabilidade econômica da ferrovia Curitiba-Paranaguá (Engenheiro Bley). Em 1971 e 1973 assumiu, respectivamente, a presidência do Instituto Histórico e Geográfico do Paraná, IHGPR; e Instituto de Engenharia do Paraná, IEP. Promoveu o II Congresso Brasileiro de Engenharia de Avaliações realizado na cidade de Curitiba em outubro de 1977. Durante 16 anos exerceu a Presidência do IEP (1973-1987 e 1993-1995) e durante 24 anos exerceu a Presidência do IHGPR (1972-1973 e 1975-1998). Na Presidência do Instituto Histórico, editou 76 volumes, sendo 38 da coleção 'BOLETIM' e 38 da coleção 'Estante Paranista'. Foi sócio correspondente dos Institutos Históricos e Geográficos de Minas Gerais, Santa Catarina, Ponta Grossa e do Instituto Militar de Geografia e História. Foi membro da Academia Paranaense de Letras, do Centro de Letras do Paraná, da Academia de Cultura do Paraná, da Academia Brasileira de História e da Academia Nacional de Engenharia. Foi Vice-Presidente da Federação Brasileira de Associações de Engenharia e Conselheiro Federal pelo Paraná junto ao Conselho Federal de Engenharia, Arquitetura e Agronomia (CREA). Entre 1984 e 1987 representou os engenheiros civis do Paraná no Conselho Federal de Engenharia (atual CONFEA). Quando no Conselho Estadual do Patrimônio Histórico e Artístico, na qualidade de presidente do Instituto Histórico e Geográfico, propôs o tombamento do corpo principal do edifício da Estação Ferroviária, hoje Museu Ferroviário, na praça Eufrásio Corrêa.

## Condecorações e homenagens
Luiz Carlos Pereira Tourinho recebeu vários títulos e condecorações no decorrer da vida pública e militar, entre eles: Medalha do Plácido de Castro, Medalha do Pacificador, Comendador da Ordem do Mérito Militar, Grande Oficial da Ordem do Pinheiro, Medalha de Pedro Alvares Cabral, Cidadão Benemérito do Paraná (1973), Troféu Paraná de Engenharia IEP. Foi paraninfo da turma de 1950 de Oficiais do CPOR de Curitiba. Foi paraninfo da turma de Engenheiros Civis de 1951 e 1961. Foi patrono das turmas de Engenheiros Civis, Mecânicos, Eletricistas e Arquitetos de 1972, 1973 e 1974.
A rodovia BR-476 que corta o estado do Paraná no trecho entre Cascavel e Toledo foi nomeada Rodovia General Luiz Carlos Pereira Tourinho através do Projeto de Lei 6.626 de 2013. Também foi homenageado com o nome de uma rua na cidade de Curitiba localizada no bairro Campo de Santana e com o nome de uma avenida na cidade de Rio Negro, no Paraná.
No Paraná, a Delegacia local da Academia de História Militar Terrestre do Brasil foi nomeada General Luiz Carlos Pereira Tourinho, com sede na cidade de Curitiba, reverenciando as pesquisas históricas e contribuições feitas pelo historiador militar Luiz Carlos Pereira Tourinho.

## Publicações

### Artigos técnicos
- TOURINHO, Luiz Carlos Pereira. O Fator Natureza e sua Influência na Produção Paranaense (Tese). Universidade Federal do Paraná (Dissertação de Mestrado). Curitiba, 1949.
- TOURINHO, Luiz Carlos Pereira. Economia, Política e Estatística. Diretório de Engenharia do Paraná (DAEP), Universidade Federal do Paraná. Curitiba, 1949.
- TOURINHO, Luiz Carlos Pereira. Plano Rodoviário do Estado do Paraná.  Departamento de Estradas e Rodagem - DER. Curitiba, 1951.
- TOURINHO, Luiz Carlos Pereira. Momento para Discussão dos Problemas da Bacia Paraná-Uruguai. Curitiba, 1951.
- TOURINHO, Luiz Carlos Pereira. Economia, Política e Finanças. Diretório de Engenharia do Paraná (DAEP), Universidade Federal do Paraná. Curitiba, 1960.
- TOURINHO, Luiz Carlos Pereira. Estatística.  Diretório de Engenharia do Paraná (DAEP), Universidade Federal do Paraná. Curitiba, 1960.
- TOURINHO, Luiz Carlos Pereira. Variável Aleatória – Instrumento Matemático (Tese).  Universidade Federal do Paraná (Dissertação de Mestrado). Curitiba, 1961.
- TOURINHO, Luiz Carlos Pereira. Cadernos de Estatística e Economia (No. 1) – Probabilidades. Diretório de Engenharia do Paraná (DAEP), Departamento do Livro e Publicações, Curitiba, 1962.
- TOURINHO, Luiz Carlos Pereira. Probabilidade, Economia e Estatística (Tese). Universidade Federal do Paraná (Dissertação de Mestrado). Curitiba, 1964.
- TOURINHO, Luiz Carlos Pereira. Doze Aulas Sobre Transporte.  Universidade Federal do Paraná. Curitiba, 1979.

### Livros e resenhas
- TOURINHO, Luiz Carlos Pereira. Recordações de um Cosmógrafo de Cabeza de Vaca. Estante Paranista do Instituto Histórico, Geográfico e Etnográfico Paranaense. Curitiba, número 5, 1970.
- TOURINHO, Luiz Carlos Pereira. Viagem a Paranaguá. Boletim do Instituto Histórico, Geográfico e Etnográfico Paranaense. Curitiba, volume XII/63, 1970.
- TOURINHO, Luiz Carlos Pereira. Forças Caudianas do Rio dos Morretes (As). Boletim do Instituto Histórico, Geográfico e Etnográfico Paranaense. Curitiba, volume XIII/31, 1971.
- TOURINHO, Luiz Carlos Pereira. Caso dos Braganças (O). Boletim do Instituto Histórico, Geográfico e Etnográfico Paranaense. Curitiba, volume XV/55, 1972.
- TOURINHO, Luiz Carlos Pereira. Dois Dias em Paranaguá. Boletim do Instituto Histórico, Geográfico e Etnográfico Paranaense. Curitiba, volume XVII/299, 172.
- TOURINHO, Luiz Carlos Pereira. Discurso de Posse (Presidência do IHGEPR). Boletim do Instituto Histórico, Geográfico e Etnográfico Paranaense. Curitiba, volume XVIII/1, 1973.
- TOURINHO, Luiz Carlos Pereira. Revolução de 1930 no Paraná (A). Boletim do Instituto Histórico, Geográfico e Etnográfico Paranaense. Curitiba, volume XXI/7, 1974.
- TOURINHO, Luiz Carlos Pereira. Ensaio Histórico da Conceituação das Leis Naturais. Boletim do Instituto Histórico, Geográfico e Etnográfico Paranaense. Curitiba, volume XXIV/7, 1974.
- TOURINHO, Luiz Carlos Pereira. Nossa Capa (Rio Paraná). Boletim do Instituto Histórico, Geográfico e Etnográfico Paranaense. Curitiba, volume XXII/3, 1974.
- TOURINHO, Luiz Carlos Pereira. Centenário de Artur Bernardes (No). Boletim do Instituto Histórico, Geográfico e Etnográfico Paranaense. Curitiba, volume XXVIII/217, 1976.
- TOURINHO, Luiz Carlos Pereira. Nossa Capa: Um Século da Ponte sobre o Rio dos Papagaios. Boletim do Instituto Histórico, Geográfico e Etnográfico Paranaense. Curitiba, volume XXX/3, 1976.
- TOURINHO, Luiz Carlos Pereira. Quarto de Século do Plano Rodoviário do Paraná (1951-1976) (Um). Boletim do Instituto Histórico, Geográfico e Etnográfico Paranaense. Curitiba, volume XXX/32, 1976.
- TOURINHO, Luiz Carlos Pereira. Panorama Visto do Morro do Farol. Boletim do Instituto Histórico, Geográfico e Etnográfico Paranaense. Curitiba, volume XXIX/157, 1976.
- TOURINHO, Luiz Carlos Pereira. Apresentação - 76º aniversário de fundação do IHGEPR. Boletim do Instituto Histórico, Geográfico e Etnográfico Paranaense. Curitiba, volume XXVIII/3, 1976.
- TOURINHO, Luiz Carlos Pereira. Campanha do Paraná (1924/1925). Boletim do Instituto Histórico, Geográfico e Etnográfico Paranaense. Curitiba, volume XXXIII/101, 1977.
- TOURINHO, Luiz Carlos Pereira. Cinquentenário da Estrada do Mar. Boletim do Instituto Histórico, Geográfico e Etnográfico Paranaense. Curitiba, volume XXXIII/3, 1977.
- TOURINHO, Luiz Carlos Pereira. O Tecnocrata e Outros – Contos. Estante Paranista do Instituto Histórico, Geográfico e Etnográfico Paranaense. Curitiba, número 7, 1978.
- TOURINHO, Luiz Carlos Pereira. Conferência na Academia Brasileira de História. Boletim do Instituto Histórico, Geográfico e Etnográfico Paranaense. Curitiba, volume XXXV239, 1979.
- TOURINHO, Luiz Carlos Pereira. Efemérides Paranaenses. Boletim do Instituto Histórico, Geográfico e Etnográfico Paranaense. Curitiba, volume XXXVI/179, 1979.
- TOURINHO, Luiz Carlos Pereira. et AL. Cinquentenário da Revolução de Trinta no Paraná. Estante Paranista do Instituto Histórico, Geográfico e Etnográfico Paranaense. Curitiba, número 11, 1980.
- TOURINHO, Luiz Carlos Pereira. Reconquista Pacífica do Contestado. Boletim do Instituto Histórico, Geográfico e Etnográfico Paranaense. Curitiba, volume XLII/5, 1984.
- TOURINHO, Luiz Carlos Pereira. Toiro Passante I – Tempo de Capitania. Estante Paranista do Instituto Histórico, Geográfico e Etnográfico Paranaense. Curitiba, número 24, 1985.
- TOURINHO, Luiz Carlos Pereira. Toiro Passante II – Tempo de Província. Estante Paranista do Instituto Histórico, Geográfico e Etnográfico Paranaense. Curitiba, número 25, 1986.
- TOURINHO, Luiz Carlos Pereira. Milagre de Sarney (O) (para os historiadores do futuro). Boletim do Instituto Histórico, Geográfico e Etnográfico Paranaense. Curitiba, volume XLIII/181, 1986.
- TOURINHO, Luiz Carlos Pereira. Divonsir Borba Cortes. Boletim do Instituto Histórico, Geográfico e Etnográfico Paranaense. Curitiba, volume XLIII/193, 1986.
- TOURINHO, Luiz Carlos Pereira. Ensino de Engenharia na Universidade Federal do Paraná (O). Boletim do Instituto Histórico, Geográfico e Etnográfico Paranaense. Curitiba, volume XLV/1, 1987.
- TOURINHO, Luiz Carlos Pereira. Respingos. Estante Paranista do Instituto Histórico, Geográfico e Etnográfico Paranaense. Curitiba, número 32, 1988.
- TOURINHO, Luiz Carlos Pereira. Crônicas. Estante Paranista do Instituto Histórico, Geográfico e Etnográfico Paranaense. Curitiba, número 33, 1988.
- TOURINHO, Luiz Carlos Pereira. Toiro Passante III – Tempo de República Velha. Estante Paranista do Instituto Histórico, Geográfico e Etnográfico Paranaense. Curitiba, número 34, 1990.
- TOURINHO, Luiz Carlos Pereira. Toiro Passante IV – Tempo de República Getuliana. Estante Paranista do Instituto Histórico, Geográfico e Etnográfico Paranaense. Curitiba, número 35, 1991.
- TOURINHO, Luiz Carlos Pereira. Recordações de um Cosmógrafo de Cabeza de Vaca. Estante Paranista do Instituto Histórico, Geográfico e Etnográfico Paranaense. Curitiba, número 37, 1992.
- TOURINHO, Luiz Carlos Pereira. Porto, Ferrovia, Separatismo, etc.... Estante Paranista do Instituto Histórico, Geográfico e Etnográfico Paranaense. Curitiba, número 38, 1993.
- TOURINHO, Luiz Carlos Pereira; e VEIGA, Agostinho Bernardo. Passeio nas Ruas de Curitiba. Boletim do Instituto Histórico, Geográfico e Etnográfico Paranaense. Curitiba, volume XLVIII/357, 1993.
- TOURINHO, Luiz Carlos Pereira. Todos os Caminhos Levam a Curitiba. Boletim do Instituto Histórico, Geográfico e Etnográfico Paranaense. Curitiba, volume XLVIII/331, 1993.
- TOURINHO, Luiz Carlos Pereira. Toiro Passante V - 1ª Parte - Tempo de República Democrática. Estante Paranista do Instituto Histórico, Geográfico e Etnográfico Paranaense. Curitiba, número 39, 1993.
- TOURINHO, Luiz Carlos Pereira. Toiro Passante V - 2ª Parte - Tempo de República Democrática, Estante Paranista do Instituto Histórico e Geográfico do Paraná. Curitiba, número 56, 2017.